# Jan Puk
Jan Puk (ur. 15 czerwca 1955) – polski żużlowiec.
Wychowanek Stali Gorzów Wielkopolski. Sport żużlowy uprawiał w latach 1972–1983. Sezon 1972 spędził w Stali, a od sezonu 1973 reprezentował barwy Startu Gniezno.
Brązowy medalista drużynowych mistrzostw Polski (1980). Dwukrotny finalista młodzieżowych indywidualnych mistrzostw Polski (Bydgoszcz 1977 – IX miejsce, Leszno 1978 – XI miejsce). Brązowy medalista mistrzostw Polski par klubowych (Gniezno 1979). Finalista turnieju o Srebrny Kask (Opole 1978 – XIV miejsce). Finalista turnieju o Brązowy Kask (Łódź 1976 – IX miejsce).
W 1980 r. startował w lidze brytyjskiej, w barwach klubu Eastbourne Eagles.